# 주식 (음식)

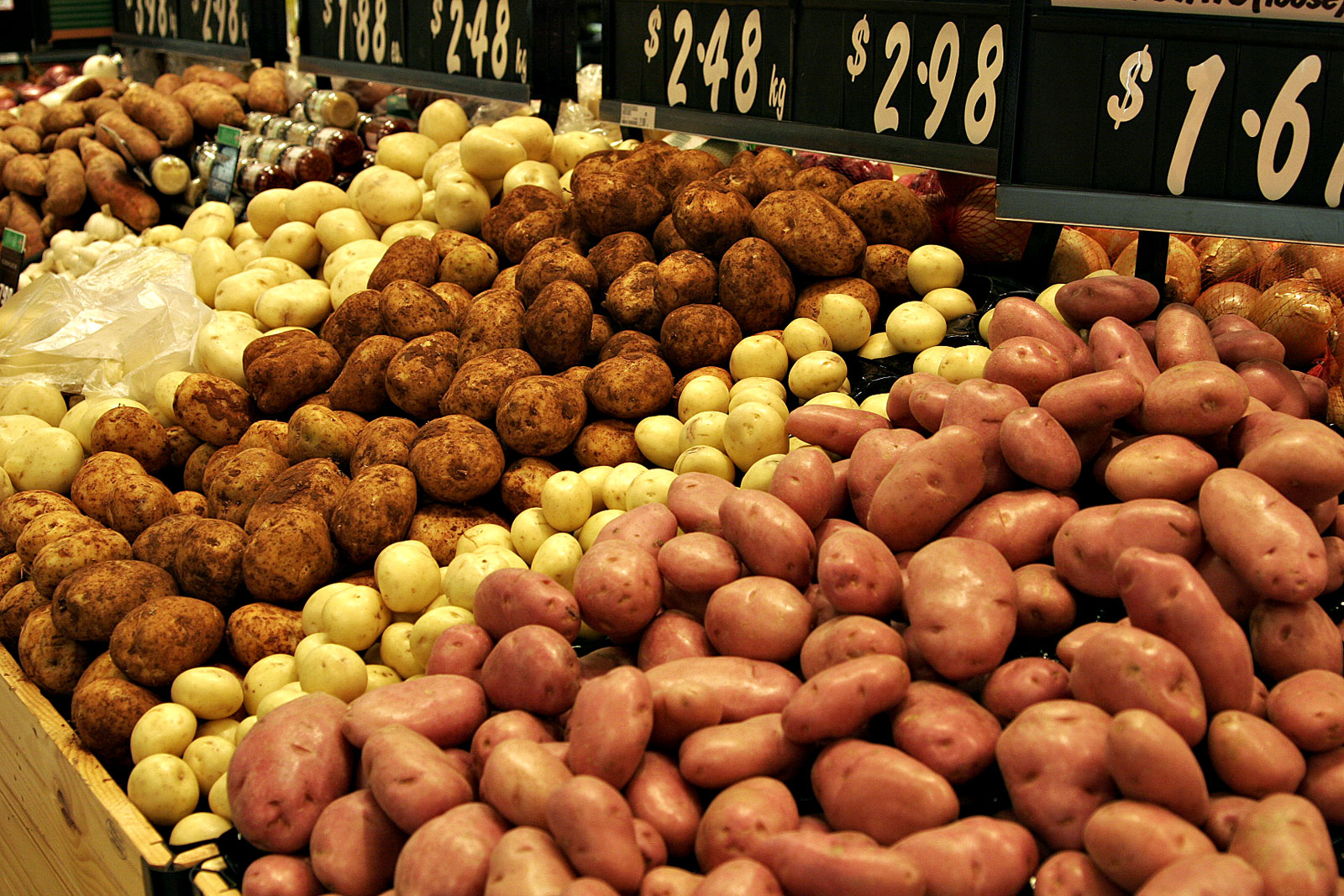
주식의 일종인 감자

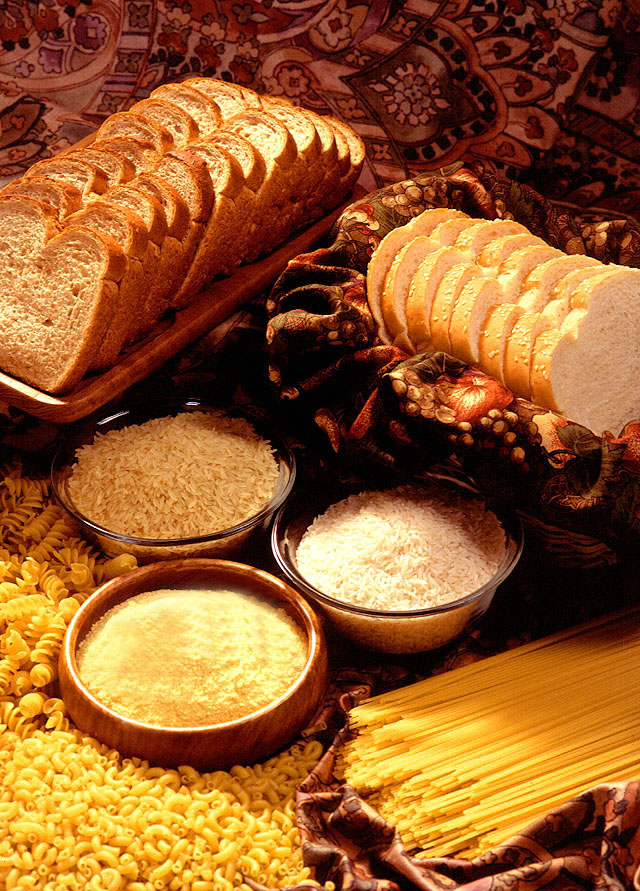
주식의 일종인 빵과 국수

주식(主食)은 식사의 중심으로 주요 에너지 공급원이 되는 음식을 말한다. 개인이나 인구 집단의 표준 식단 (영양학)에서 지배적인 부분을 차지할 만큼 자주 그리고 많은 양으로 섭취하는 식품으로, 에너지 필요량의 상당 부분을 공급하고 일반적으로 다른 영양소 섭취에서도 상당한 비중을 차지한다. 특정 사회의 주식은 매일 또는 매 끼니마다 섭취할 수 있으며, 대부분의 사람들은 소수의 주식으로 구성된 식단으로 살아간다. 특정 주식은 지역마다 다르지만, 일반적으로 생존과 건강에 필요한 탄수화물, 단백질, 지방, 미네랄, 비타민 등 하나 이상의 다량 영양소와 미량 영양소를 공급하는 저렴하거나 쉽게 구할 수 있는 식품이다. 대표적인 예로는 곡물(곡물과 콩류), 씨앗, 견과류, 뿌리채소(덩이줄기와 뿌리)가 있다. 그중 곡물(쌀, 밀, 귀리, 옥수수 등), 콩류(렌틸콩과 콩), 그리고 덩이줄기(예: 감자, 토란, 얌)는 전 세계 식량 칼로리 섭취량의 약 90%를 차지한다.
초기 농경 문명은 필수 영양소를 제공할 뿐만 아니라 부패하지 않고 장기간 보관할 수 있기 때문에 자신들이 주식으로 삼은 작물을 소중히 여겼다. 이처럼 부패하지 않는 식량은 건기나 춥고 온화한 겨울과 같이 수확물을 저장하는 시기인 식량 부족기에 유일하게 주식으로 사용할 수 있다. 과수기에는 더 다양한 식량을 선택할 수 있다.

## 같이 보기
- 부식